# 赫克特博物館
赫克特博物館（Reuben and Edith Hecht Museum）是以色列的一座博物館，位於海法大學校內。赫克特博物館是由魯本·赫克特創建於1984年。博物館主要展品包括以色列的考古文物，歐洲繪畫，猶太人藝術家的作品。

## 外部連結
- The Hecht Museum* University of Haifa（页面存档备份，存于）

32°45′48.52″N 35°1′4.72″E / 32.7634778°N 35.0179778°E